# Grand Prix FIDE
Navigation
Grand Prix FIDE 2019
Le Grand prix FIDE est une compétition internationale de jeu d'échecs organisée par la FIDE, la Fédération internationale des échecs, et composée de six ou quatre (en 2014-2015 et 2017) tournois fermés.
Le modèle a été la coupe du monde GMA, organisée en 1987-1988 et composée de six tournois, qui fut remportée par Garry Kasparov devant Anatoli Karpov.

## Grands Prix FIDE mixtes
Le premier et le deuxième au classement final du Grand Prix sont qualifiés pour le tournoi des candidats  qui a lieu l'année suivante (2011, 2014, 2016, 2018 et 2020).
| Grand Prix | Vainqueur             | Deuxième              | Troisième              | Quatrième             | Cinquième             |
| ---------- | --------------------- | --------------------- | ---------------------- | --------------------- | --------------------- |
| 2008-2010  | Levon Aronian         | Teimour Radjabov      | Aleksandr Grichtchouk  | Dmitri Iakovenko      | Wang Yue              |
| 2012-2013  | Veselin Topalov       | Shakhriyar Mamedyarov | Fabiano Caruana        | Boris Guelfand        | Aleksandr Grichtchouk |
| 2014-2015  | Fabiano Caruana       | Hikaru Nakamura       | Dmitri Iakovenko       | Ievgueni Tomachevski  | Boris Guelfand        |
| 2017       | Shakhriyar Mamedyarov | Aleksandr Grichtchouk | Teimour Radjabov       | Ding Liren            | Dmitri Iakovenko      |
| 2019       | Aleksandr Grichtchouk | Ian Nepomniachtchi    | Maxime Vachier-Lagrave | Shakhriyar Mamedyarov | Jan-Krzysztof Duda    |
| 2022       | Hikaru Nakamura       | Richárd Rapport       | Wesley So              | Levon Aronian         | Dmitri Andreïkine     |

### Grand prix 2008-2010: Aronian
- Bakou 2008 : Wang Yue, Vugar Gashimov et Magnus Carlsen[1]
- Sotchi 2008 : Levon Aronian[2]
- Elista (Russie) 2008 : Teimour Radjabov, Aleksandr Grichtchouk et Dmitri Iakovenko[3]
- Naltchik 2009 : Levon Aronian[4]
- Djermouk 2009 : Vassili Ivantchouk[5]
- Astrakhan 2010 : Pavel Eljanov[6]

Le grand prix FIDE masculin de 2008-2010 a été remporté par Levon Aronian devant Teimour Radjabov, qui se sont qualifiés pour le tournoi des candidats de 2011, tournoi qui désignait le challenger qui affronterait le champion du monde en titre en 2012.
L'organisation de ce Grand Prix a été ouvertes à quelques contestations de la part des joueurs, Alexander Morozevich, Viswanathan Anand, Vladimir Kramnik et Veselin Topalov ayant annoncé ne pas vouloir participer à ce cycle de tournois,.

### Grand prix 2012-2013: Topalov
- Londres 2012 : Shakhriyar Mamedyarov, Boris Guelfand et Veselin Topalov[9]
- Tachkent 2012 : Sergueï Kariakine, Wang Hao et Aleksandr Morozevitch[10]
- Zoug 2013 : Veselin Topalov[11]
- Thessalonique 2013 : Leinier Dominguez[12]
- Pékin 2013 : Shakhriyar Mamedyarov[13]
- Paris 2013 : Boris Guelfand et Fabiano Caruana[14]

Le grand prix FIDE masculin de 2012-2013 a été remporté par Veselin Topalov devant Shakhriyar Mamedyarov, qui se sont qualifiés pour le tournoi des candidats de 2014.

### Grand prix 2014-2015: Caruana
- Bakou 2014 : Fabiano Caruana et Boris Guelfand[15]
- Tachkent 2014 : Dmitri Andreïkine[16]
- Tbilissi 2015 : Evgueni Tomachevski[17]
- Khanty-Mansiïsk 2015 : Fabiano Caruana, Hikaru Nakamura et Dmitri Iakovenko[18]

Le grand prix FIDE masculin de 2014-2015 comprend quatre tournois de 12 joueurs. Il est remporté par  Fabiano Caruana devant  Hikaru Nakamura.

### Grand Prix 2017: Mamedyarov
- Charjah : Aleksandr Grichtchouk, Shakhriyar Mamedyarov et Maxime Vachier-Lagrave[19]
- Moscou : Ding Liren[20]
- Genève : Teimour Radjabov[21]
- Palma : Levon Aronian et Dmitri Iakovenko[22]

Le grand prix FIDE 2017 comprend quatre tournois de 18 joueurs avec la participation de la numéro un mondiale Hou Yifan. Il est remporté par Shakhriyar Mamedyarov devant Aleksandr Grichtchouk qui sont qualifiés pour le tournoi des candidats de 2018.

### Grand Prix 2019: Grichtchouk
- Moscou : Ian Nepomniachtchi[23]
- Riga : Shakhriyar Mamedyarov[24]
- Hambourg : Aleksandr Grichtchouk[25]
- Jerusalem : Ian Nepomniachtchi[26]

Le grand prix FIDE 2019 comprend quatre tournois à élimination directe de 16 joueurs. Les deux premiers seront qualifiés pour le tournoi des candidats de 2020.

### Grand Prix 2022: Nakamura
- Berlin 1 : Hikaru Nakamura[27]
- Belgrade : Richárd Rapport[28]
- Berlin 2 : Wesley So[29]